# Balachaur
Balachaur es una ciudad de la India en el distrito de Shahid Bhagat Singh Nagar, estado de Punyab.

## Geografía
Se encuentra a una altitud de 276 m s. n. m. a 83 km de la capital estatal, Chandigarh, en la zona horaria UTC +5:30.

## Demografía
Según estimación 2010 contaba con una población de 20 615 habitantes.